# Импулсивне радње
Импулсивне радње су радње које особа не контролише свесно, а изазване су снажним биолошким импулсима. Често је испољавање импулсивних радњи код деце и одраслих симптом психичких поремећаја пажње и хиперактивности.